# Teatro Lyric (Miami)
El Teatro Lyric (en inglés: Lyric Theater) es un teatro histórico ubicado en Miami, Florida. El Teatro Lyric se encuentra inscrito  en el Registro Nacional de Lugares Históricos desde el 4 de enero de 1989. Forma parte del Downtown Miami MRA. 

## Ubicación
El Teatro Lyric se encuentra dentro del condado de Miami-Dade.